# Водружение флага над Иводзимой
«Водружение флага над Иводзимой» (англ. Raising the Flag on Iwo Jima) — историческая фотография, сделанная 23 февраля 1945 года Джо Розенталем. Она изображает пятерых морских пехотинцев США и санитара ВМС США, поднимающих флаг Соединённых Штатов на вершине горы Сурибати во время битвы за Иводзиму во Второй мировой войне.
Фотография стала чрезвычайно популярной, будучи перепечатанной в тысячах публикаций. Позднее она стала единственной фотографией, которая получила Пулитцеровскую премию за выдающуюся фотографию в год публикации кадра. В США снимок стал одним из наиболее значимых и узнаваемых образов войны, а также, вероятно, стал наиболее часто воспроизводимой в репродукциях фотографией всех времён.
Из шести человек, изображённых на фотографии, трое (Франклин Сузли, Гарлон Блок и Майкл Стренк) были убиты в последующих боях; трое оставшихся в живых (Гарольд Шульц, Рене Ганьон и Айра Хейз) стали знаменитостями после установления их личностей по фотографии. До 2016 года по ошибке считалось, что на фотографии был изображён не Гарольд Шульц, а Джон Брэдли. Фотография позже использовалась скульптором Феликсом де Уэлдоном для создания мемориала Корпуса морской пехоты, расположенного рядом с Арлингтонским национальным кладбищем.
События, связанные с водружением флага над Иводзимой, описаны в художественном фильме «Флаги наших отцов».
Снимок находится в общественном достоянии, так как агентство «Ассошиэйтед Пресс» отказалось от авторских прав на фотографию.

## История снимка

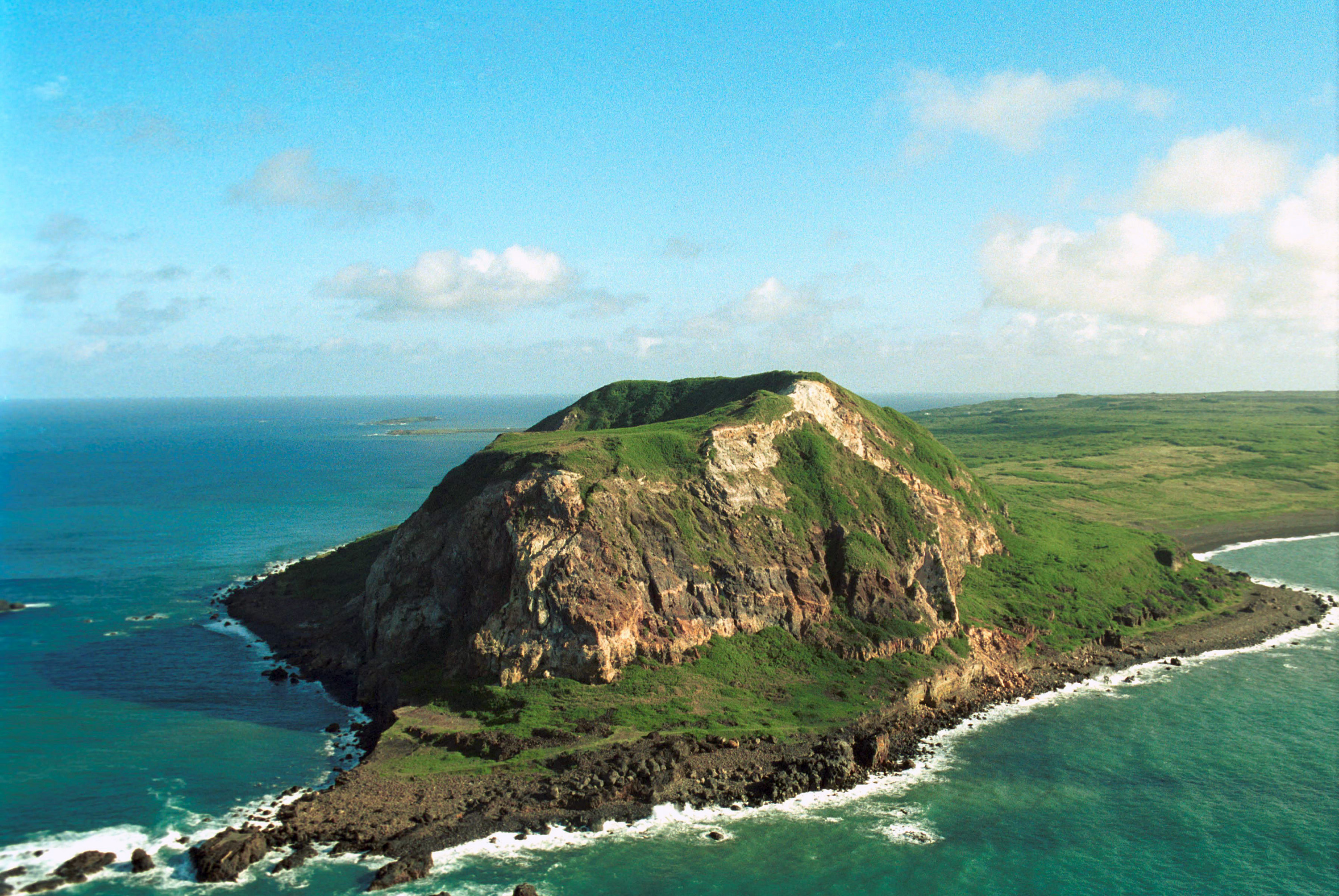
Гора Сурибати доминирует над всем островом Иводзима

19 февраля 1945 года армия США начала штурм острова Иводзима в рамках стратегии по захвату островов на пути к Японским островам. Первоначально Иводзиму не рассматривали в качестве цели, но сравнительно скорый захват Филиппин привёл к более долгому перерыву в боях, чем рассчитывали американцы перед атакой на Окинаву. Остров Иводзима располагается на полпути между Японскими и Марианскими островами, где базировались американские дальние бомбардировщики. На острове располагалась японская станция раннего оповещения, откуда по радио предупреждали о налётах американцев на Японию. В случае захвата острова американцы ослабили бы японскую систему оповещения о воздушных тревогах и использовали остров в качестве запасной посадочной полосы для подбитых бомбардировщиков.
Иводзима — остров вулканического происхождения, по форме напоминает трапецию. Морпехи, захватывавшие остров, описывали его как «огромную серую свиную отбивную». Остров был отлично укреплён, и морские пехотинцы понесли тяжёлые потери. Над островом доминирует гора Сурибати, спящий вулкан конической формы высотой 166 м, находящийся на южной оконечности острова. Иводзима входила в состав префектуры Токио. Остров стал бы первой территорией собственно Японии, на которую вступила нога американского солдата и для японцев делом чести стало защитить Иводзиму от захвата. Вершина Сурибати — одно из самых важных мест на острове. Там находились выгодные позиции, с которых японцы могли прямой наводкой расстреливать американцев, особенно в момент высадки на пляжах. Большую часть битвы японцы сражались в подземных бункерах и дотах. Стали привычными случаи, когда морпехи забрасывали дот гранатами или заливали из огнемётов, а через несколько минут дот снова оживал: по подземному ходу в него просачивались новые японские солдаты. Усилия американцев сосредоточились на прежде всего окружении и захвате Сурибати, что они сделали 23 февраля, через четыре дня после начала высадки. Несмотря на захват Сурибати, сражение продолжалось много дней. Остров был объявлен «безопасным» только 26 марта — спустя 31 день.

## Водружение первого флага

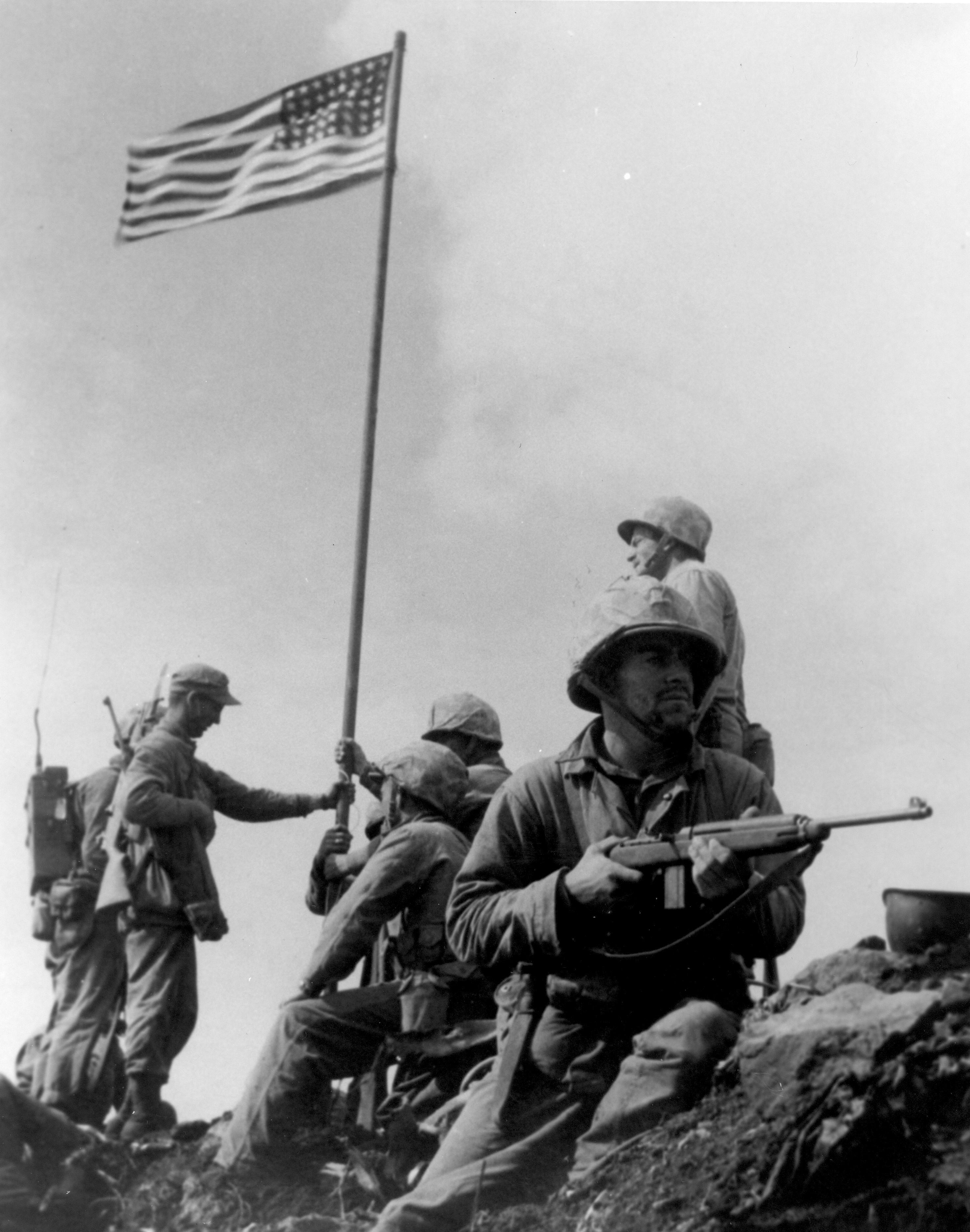
Водружение первого флага над Иводзимой, снимок штаб-сержанта Льюиса Лоуэри, наиболее популярное фото первого флага, поднятого над Сурибати.

Первый флаг США был поднят над Сурибати вскоре после захвата вершины горы, примерно в 10:20 23 февраля 1945 года.
Подполковник Чендлер Джонсон, командир 2 батальона 28 полка 5 дивизии морской пехоты США, приказал капитану Дейву Северансу, командиру роты Easy (роты во втором батальоне назывались словами, начинающимися с букв D, E, F), отправить взвод на захват вершины горы. Первый лейтенант Гарольд Шриер из роты Easy, заменивший раненого командира 3-го взвода, вызвался провести 40 солдат на вершину. Лейтенант Шриер собрал свой отряд в 8 утра, чтобы начать восхождение на вершину. Перед тем подполковник Джонсон (или адъютант командира батальона первый лейтенант Джордж Уэллс, в его обязанности входило носить с собой флаг и поэтому он взял флаг 140 см на 71 см с транспортного судна «Миссула», на котором батальон прибыл на Иводзиму) вручил Шриеру флаг. Джонсон сказал Шриеру: «Если заберёшься, поставь его».
Шриер благополучно привёл отряд на вершину. Флаг привязали к трубе и флагшток подняли Шриер и взводный сержант (замкомвзвода). Однако 25 февраля на флагманском корабле «Эльдорадо» в интервью по поводу водружения флага взводный сержант Эрнст Томас утверждал, что флаг поднимали Шриер, он и сержант Генри Хансен (взводный знаменосец). Лейтенант Шриер получил Военно-морской крест за то, что добровольно вызвался провести отряд наверх и поднял американский флаг, потом получил Серебряную звезду за командование ротой D того же 2-го батальона на Иводзиме.
Первые снимки флага над Сурибати сделал штаб-сержант Льюис Лоуэри, фотограф журнала морской пехоты «Leatherneck», который вместе с отрядом отправился на вершину. При водружении флага также присутствовали капрал Чарльз Линдберг, рядовой 1-го класса Джеймс Майклз и радист рядовой Джин Маршалл (рота E, 3-й взвод; иногда утверждают, что это рядовой 1-го класса Рэймонд Якобс). Этот флаг был слишком мал, чтобы его могли заметить с ближайших пляжей, на которые высаживались войска.

Министр военно-морских сил США Джеймс Форрестол предыдущей ночью решил сойти на берег и стал свидетелем последней части сражения за гору. Будучи обязанным строго исполнять приказы командующего операцией генерала Холланда Смита, министр болтался на берегу в компании грубоватого, прямого генерала. Их лодка уткнулась в берег как раз после водружения флага, и настроение высоких командиров стало торжествующим. Глядя вверх, на пятна красного, белого и синего, Форрестол заметил Смиту: «Холланд, поднятие этого флага над Сурибати означает пятьсот лет жизни Морской пехоте США».— 

Форрестол был настолько впечатлён событием, что захотел получить в качестве сувенира этот флаг с горы Сурибати. Новость об этом пожелании не понравилась командиру 2-го батальона Чэндлеру Джонсону, который был вспыльчив ничуть не менее, чем генерал Холланд Смит. «Пошёл он к чёрту!» — заявил подполковник, когда узнал об этом. Флаг принадлежал батальону, и дело касалось Джонсона. Он решил сберечь флаг, если это окажется возможным, и направил своего штабного офицера, лейтенанта Теодора Тёттла, к месту высадки на пляж получить другой флаг. Потом Джонсону в голову пришла ещё одна идея, и он крикнул Тёттлу вдогонку: «Принеси флаг побольше!»— 

## Водружение второго флага

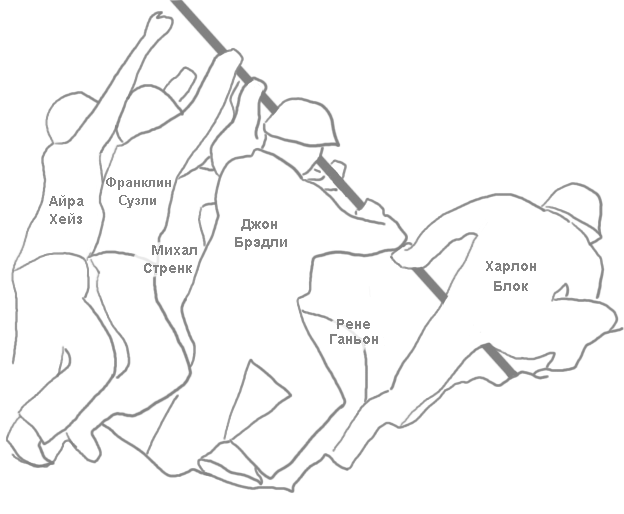
Водружение флага над Иводзимой (участники подъёма)

На знаменитой фотографии Розенталя запечатлён момент водружения второго американского флага над Сурибати. По приказу Чэндлера Джонсона, переданного через капитана Дейва Северанса, солдаты второго взвода роты Easy сержант Майкл Стренк, капрал Харлон Блок, рядовой первого класса Франклин Сузли и рядовой первого класса Айра Хейз утром после подъёма первого флага провели телефонную линию на вершину Сурибати. Кроме того, капитан Северанс отправил рядового первого класса Рене Ганьона, связного батальона, ответственного за роту Easy, на командный пункт за свежими батареями для рации SCR-300.
Тем временем лейтенант Альберт Теодор Тёттл нашёл большое полотнище (244 см х 142 см) поблизости на большом десантном корабле LST-779. Он вернулся на командный пункт и передал флаг Джонсону. В свою очередь, Джонсон передал его Ганьону с приказом отнести его наверх к лейтенанту Шриеру на Сурибати и водрузить на горе. Согласно официальной версии историографов корпуса морской пехоты, этот флаг попал на корабль LST-779 со склада в Пёрл-Харборе.
Четверо морпехов добрались до вершины Сурибати около полудня, когда к ним подошёл Ганьон. Несмотря на большое число японцев в непосредственной близости, отряд из 40 солдат добрался до вершины не будучи обстрелянным, а японские войска находились в это время под огнём.
Розенталь вместе с фотографами-морпехами Бобом Кемпбеллом и Биллом Дженостом (убитым позднее в боях за Иводзиму) к этому времени добрались до вершины Сурибати. По дороге троица встретила Лоуэри, который сфотографировал водружение первого флага. Они подумывали о том, чтобы вернуться, но Лоуэри рассказал, что с вершины можно сделать много отличных снимков. Группа Розенталя добралась до вершины в тот момент, когда морпехи привязывали флаг к старой японской водопроводной трубе. Розенталь положил свою камеру Speed Graphic на землю (на камере была установлена выдержка 1/400 с, диафрагма была в пределах от 8 до 16), чтобы ракурс был более выгодным. При этом фотограф почти упустил свой момент. Пятеро морпехов и матрос-санитар второго класса Джон Бредли начали подъём флага. Увидев, что он упускает момент, Розенталь быстро поднял свою камеру и нажал на спуск, не глядя в видоискатель. Спустя десять лет после описываемых событий Розенталь писал:
Краем глаза я увидел, что солдаты начали поднимать флаг. Я поднял камеру и сделал кадр. Вот как был сделан снимок. Если вы сделаете подобный кадр, вы вряд ли уйдёте со словами "я сделал великий снимок". Вы просто не будете знать.
Сержант Билл Дженост, который стоял примерно в 30 метрах от Розенталя, снял водружение второго флага на кинокамеру практически с того же угла, с которого Розенталь сделал свой знаменитый снимок. Из шести солдат, поднимавших флаг — Айра Хейз, Франклин Сузли, Майкл Стренк, Рене Ганьон, Джон Бредли и Харлон Блок — только Хейз, Ганьон и Бредли после битвы остались в живых. Стренк был убит через шесть дней, 1 марта, снарядом, выпущенным предположительно с американского эсминца у побережья. Блок также погиб 1 марта от мины, выпущенной из миномёта. Сузли был убит японским снайпером 21 марта, за несколько дней до того, как остров был объявлен безопасным.

## Публикация и обвинения в постановке

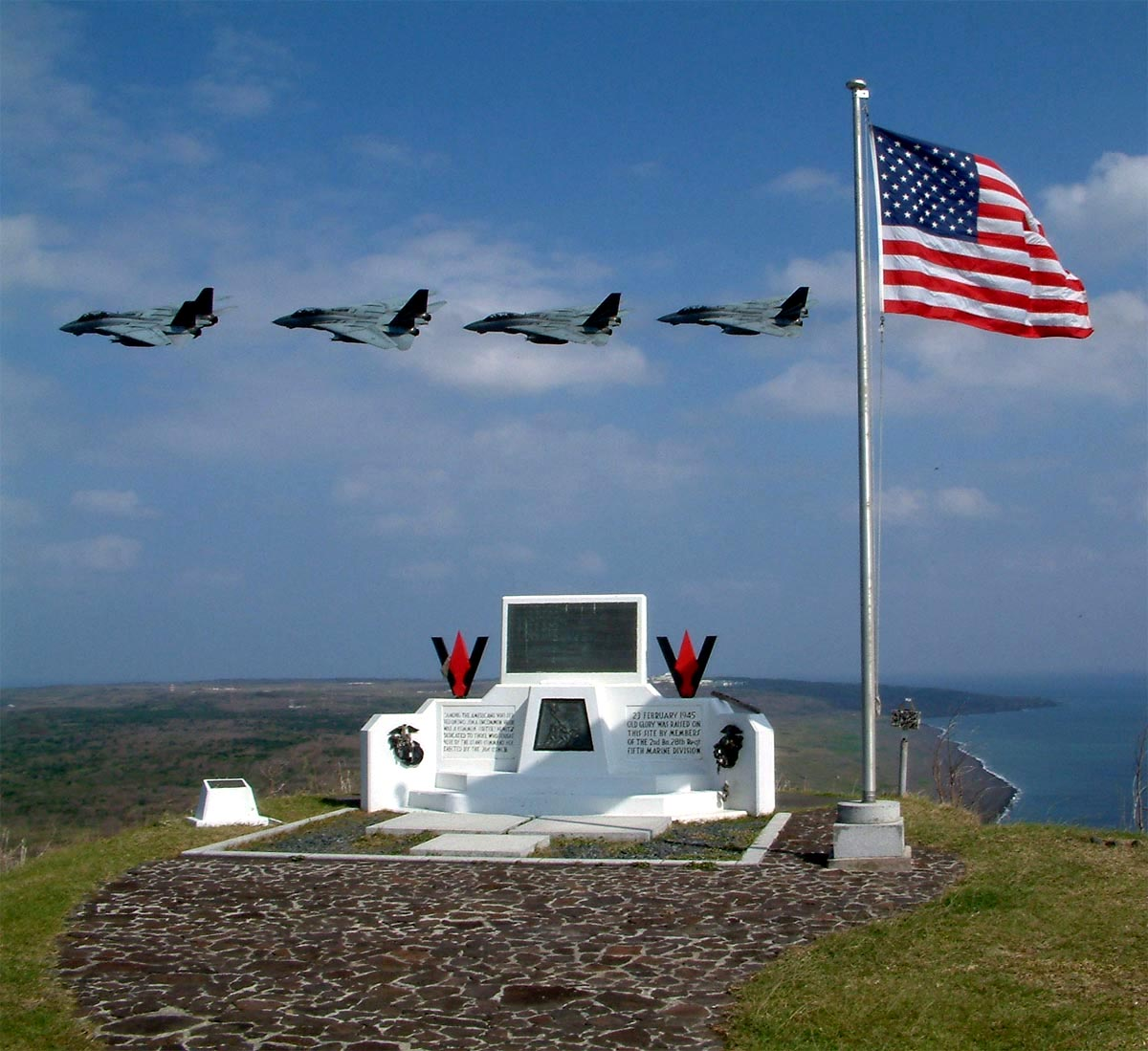
Современный вид места на вершине горы Сурибати, где в 1945 году был водружён флаг США

После водружения флага Розенталь отослал плёнку на Гуам на проявку и печать. Джордж Тьяден из города Хендрикс (Миннесота), по всей видимости, и был тем лаборантом, который напечатал снимок. Увидев его, фоторедактор Ассошиэйтед Пресс Джон Бодкин воскликнул: «Вот кадр на все времена!» («Here’s one for all time!») и передал его по радиофаксу в штаб-квартиру AP в Нью-Йорке в 7 утра по восточному военному времени . Затем по проводной связи фотография разошлась по сотням газет. «распространила снимок через семнадцать с половиной часов после того, как Розенталь его сделал — поразительно короткий срок для того времени!»
Публикация снимка не обошлась без недоразумений. После вторичного водружения флага Розенталь заставил морпехов роты Easy позировать для группового постановочного снимка, где было необходимо изобразить усердную работу. Через несколько дней после съёмки вернувшегося на Гуам Розенталя спросили, позировали ли солдаты для снимка. Решив, что спрашивающий интересуется кадром про совместную работу, Розенталь ответил «Конечно». После этого корреспондент журналов «Тайм» и «Лайф» Роберт Шеррод сообщил в Нью-Йорк редакторам, что Розенталь сделал постановочную фотографию с водружением флага. В радиошоу журнала «Тайм» Time Views the News ведущий рассказал: «Розенталь поднялся на Сурибати после водружения флага… Как и большинство фотографов, он не устоял и попросил людей повторить водружение для истории». В результате Розенталя неоднократно обвиняли в постановке снимка или умалчивании о первом подъёме флага. Книжный обозреватель New York Times даже потребовал отозвать Пулитцеровскую премию у снимка. Последующие десятилетия Розенталь постоянно и громогласно отвергал обвинения в постановочности кадра. «Не думаю, что способен повторять ещё и ещё раз… Я не знаю, как достучаться до тех, кто за 50 лет постоянного повторения ничего не понял». Снятая Дженостом кинохроника также свидетельствует, что подъём флага был непостановочным.

## Ошибочный участник подъёма флага
Президент США Франклин Рузвельт, увидев кадр Розенталя, решил, что фотография может стать отличным символом для предстоящего Седьмого военного займа, призванного профинансировать продолжение войны. Рузвельт приказал разыскать участников водружения флага и направить их в Вашингтон, после того, как морская пехота закончит бои за остров (что произошло 26 марта).
Используя фотоувеличение, Рене Ганьон узнал четырёх других участников подъёма флага, но «не смог» вспомнить шестого участника, Айру Хейза, потому что Хейз запретил ему это делать .
Ганьон указал на Хейза только после того, как его вызвали в штаб-квартиру Корпуса морской пехоты и проинформировали, что сам президент США приказал ему раскрыть имя, а если он этого не сделает, то это будет рассматриваться как серьёзное преступление.
Президент Рузвельт умер 12 апреля 1945 года и трое оставшихся в живых участников второго подъёма флага, Ганьон, Хейз и Бредли встретились с президентом Труменом в Белом доме, а в мае и июне отправились в турне с рекламой займа. Хейз во время турне имел проблемы с алкоголем, ему было приказано вернуться в своё боевое подразделение на Гавайях. Продвижение займа оказалось успешным, было собрано 26,3 миллиарда долларов, вдвое больше намеченного.
Ганьон ошибся, назвав капрала Харлона Блока сержантом Хэнком Хансеном. Оба они погибли в бою 1 марта, а Сузли — 21 марта. Первоначально Бредли соглашался, что Ганьон узнал всех верно. 8 апреля 1945 года корпус морской пехоты обнародовал имена пятерых из шести участников водружения флага, включая Хансена, прежде чем семьи Блока и Сузли получили извещения о гибели своих сыновей на поле боя. Мама Блока, Бель Блок, отказалась верить «похоронке», сказав, что она «столько раз пеленала этот зад, я уверена, это мой мальчик». Немедленно по прибытии в Вашингтон 19 апреля Хейз обнаружил ошибку в идентификации лиц на снимке и уведомил офицера морской пехоты по связям с общественностью, прикреплённого к участникам водружения флага, что один из участников однозначно Харлон Блок и никак не Хансен. Офицер ответил, что официальное опознание лиц уже опубликовано и приказал Хейзу молчать об ошибке. Блок, Сузли и Хейз служили в отделении Стренка, а Хансен воевал в другом взводе роты E. В 1946 году Хейз автостопом добрался до Техаса и рассказал отцу Харлона Блока, что Харлон на самом деле был одним из шести водружателей флага. Мама Блока, Бель, немедленно написала письмо конгрессмену от штата Техас Мильтону Уэсту. Уэст, в свою очередь, переадресовал письмо коменданту корпуса морской пехоты США Александеру Вандегрифту, а тот приказал начать расследование. И Ганьон, и Бредли, поставленные перед фактом, согласились, что это скорее Блок, а не Хансен. В феврале 1947 года Корпус морской пехоты США официально подтвердил, что на фото изображён Блок, а не Хансен.
Айра запомнил то, что Рене Ганьон и Джон Бредли не смогли запомнить, потому что они оба присоединились к отряду в последний момент: то, что Харлон Блок, Майк Стренк, Франклин Сузли и Хейз поднялись утром на Сурибати, чтобы проложить телефонный кабель. Рене Ганьон пошёл с ними с флагом на замену. Хансен не участвовал в операции. 

В 2019 г. американским исследователям удалось установить личность солдата на фотографии «Водружение флага над Иводзимой» — на заднем плане оказался запечатлён не Рене Ганьон, как ошибочно считали 74 года, а Гарольд Келлер.

## Последствия

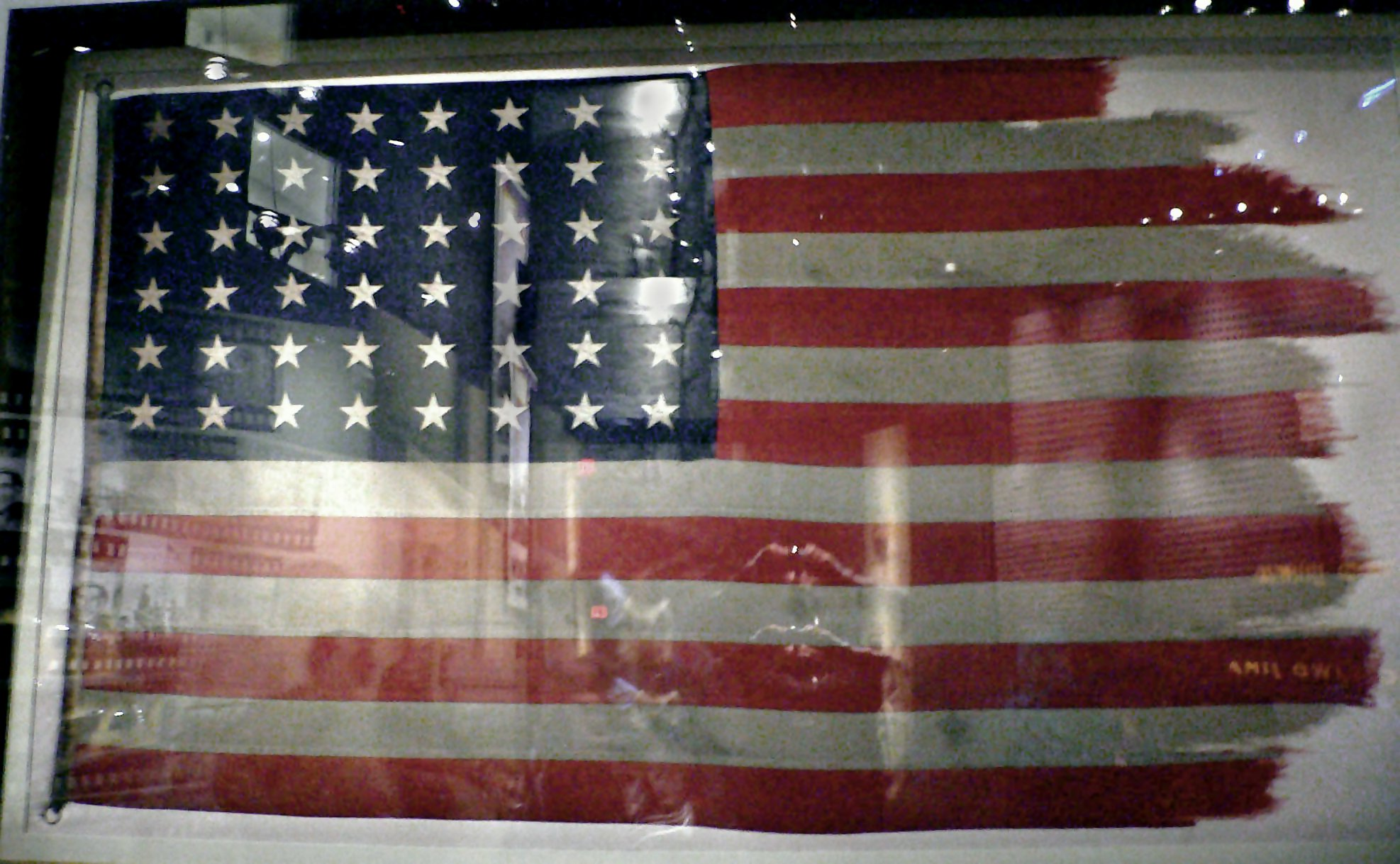
Флаги с обоих водружений находятся в Национальном музее Корпуса морской пехоты США. На фото второй флаг, он был повреждён сильными ветрами на вершине Сурибати (Во вторую мировую войну американский флаг имел 48 звёзд, потому что Аляска и Гавайи ещё не имели статуса штатов США)

Мемориал Корпуса морской пехоты США в Арлингтоне, штат Виргиния

Снимок Розенталя выиграл Пулитцеровскую премию за выдающуюся фотографию в 1945 году. Это фото — единственное за историю присуждения премии, выигравшее «Пулитцера» в год съёмки.
Снимок произвёл глубокое впечатление не только на журналистов. Капитан морской пехоты Т.Б. Кларк дежурил на станции авиации ВМС США Патаксент в Мэриленде в ту субботу, когда фото пришло по проводам. Он минуту изучал снимок, а затем сунул его морскому унтер-офицеру Феликсу де Уэлдону. Де Уэлдон был иммигрантом родом из Австрии и учился в Европе изобразительному искусству и скульптуре. Он не мог отвести глаз от фотографии. В этих строгих линиях, образовывавших треугольники, он увидел сходство с античными статуями, которых он изучал. Руки сами потянулись к скульпторской глине и инструментам. Всю ночь он работал, держа фотографию перед собой. За 72 часа, прошедшие с публикации снимка, он воспроизвёл шестерых парней, поднимающих шест, водружая флаг. Увидев законченную модель, командующий морской пехотой перевёл де Уэлдона из флота в морскую пехоту.
В 1951 году де Уэлдон получил заказ создать скульптурную группу для Мемориала Корпуса морской пехоты США. Три года потребовалось де Уэлдону и сотням его помощников, чтобы завершить памятник. Трое выживших солдат позировали де Уэлдону в роли самих себя. Трое погибших были увековечены по фотографиям.
Розенталь заснял, как водружали флаг на замену первого флага, поднятого над Сурибати. Это вызвало негодование среди тех морпехов, кто участвовал в водружении первого флага. Бывший капрал Чарльз Линдберг, который помог прикрепить первый американский флаг к трубе над горой Сурибати, а также стал последним остававшимся в живых участником водружения флага (он умер в 2007 году), жаловался, что его «называли лжецом и кем только не называли. Это было ужасно». Оригиналом фотографии владеет Рой Уильямс, который купил её у Джона Фарбера, официального историка Национальной ассоциации фотожурналистов США, который, в свою очередь, получил её из рук Розенталя. Оба флага, и первый, второй, сейчас находятся в Национальном музее корпуса морской пехоты США в Куантико, штат Виргиния.
Айра Хейз после войны мучился от синдрома вины выжившего и стал алкоголиком. Обстоятельства его трагической жизни и смерти в 1955 году в возрасте 32 лет показаны в 1961 году фильме «Аутсайдер», где роль Хейза сыграл актёр Тони Кёртис, и в песне «Баллада об Айре Хейзе», написанной Петером Лафаржем и записанной Джонни Кэшем в 1964 году.